# لیسا آژاکس
لیسا آژاکس (به انگلیسی: Lisa Ajax) (زاده ۱۳ اوت ۱۹۹۸) خواننده سوئدی-فنلاندی است.